# Komorebi no Sordino
Singles de Yui Sakakibara
Nyanderful! / Cross the Rainbow
(2009) Happy⇔Lucky X’mas♪
(2009)
Komorebi no Sordino est le 20e single de Yui Sakakibara sorti sous le label LOVE×TRAX Office le 25 novembre 2009 au Japon. Il arrive 116e à l'Oricon, il reste classé 1 semaine pour un total de 796 exemplaires vendus.
Komorebi no Sordino a été utilisé comme thème d'ouverture pour l'OAV Kanokon ~Manatsu no Daishanikusai~.

## Liste des titres
Toutes les paroles sont écrites par Hamada Tomoyuki.
| 1. | Komorebi no Sordino (木漏れ日のソルディーノ)                        | Sakai Yoichi | 4:38 |
| 2. | Hollow ~Akatsuki no Sora ni~ (Hollow ～暁のそらに～)                | ノグチオサム | 4:42 |
| 3. | Komorebi no Sordino (Instrumental) (木漏れ日のソルディーノ)         | Sakai Yoichi | 4:38 |
| 4. | Hollow ~Akatsuki no Sora ni~ (Instrumental) (Hollow ～暁のそらに～) | ノグチオサム | 4:39 |